# 量子諧振子
在量子力學裏，量子諧振子（英語：quantum harmonic oscillator）是古典諧振子的延伸。其為量子力學中數個重要的模型系統中的一者，因為一任意勢在穩定平衡點附近可以用諧振子勢來近似。此外，其也是少數幾個存在簡單解析解的量子系統。量子諧振子可用來近似描述分子振動。

## 一維諧振子

### 哈密頓算符與能量本徵態

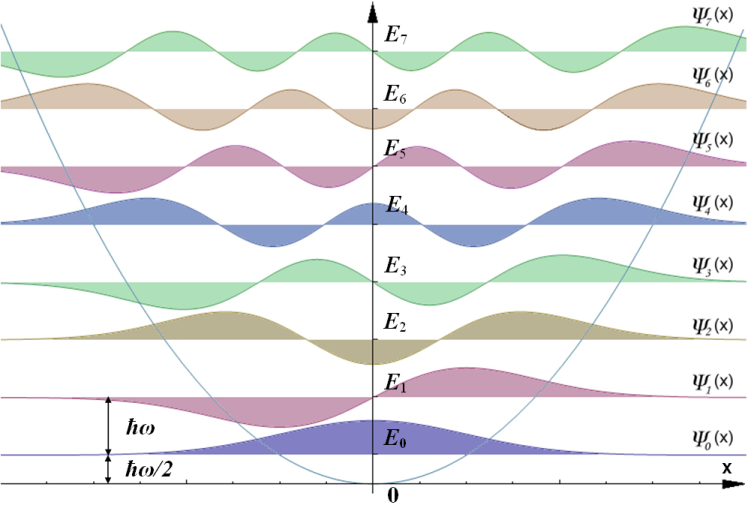
能量最低的八個束縛本徵態的波函數表徵（n = 0到7）。橫軸表示位置x。此圖未經歸一化。

在一維諧振子問題中，一個質量為m的粒子，受到一位勢{\displaystyle V(x)={\frac {1}{2}}m\omega ^{2}x^{2}}。此粒子的哈密頓算符為
{\displaystyle H={\frac {p^{2}}{2m}}+{\frac {1}{2}}m\omega ^{2}x^{2}}
其中x為位置算符，而p為動量算符{\displaystyle \left(p=-i\hbar {d \over dx}\right)}。第一項代表粒子動能，而第二項代表粒子處在其中的位能。為了要找到能階以相對應的能量本徵態，必須解所謂的「定态薛丁格方程式」：
{\displaystyle H\left|\psi \right\rangle =E\left|\psi \right\rangle }.
在座標基底下可以解這個微分方程式，用到冪級數方法。可以見到有一族的解：
{\displaystyle \left\langle x|\psi _{n}\right\rangle ={\sqrt {\frac {1}{2^{n}\,n!}}}\cdot \left({\frac {m\omega }{\pi \hbar }}\right)^{1/4}\cdot \exp \left(-{\frac {m\omega x^{2}}{2\hbar }}\right)\cdot H_{n}\left({\sqrt {\frac {m\omega }{\hbar }}}x\right)}
{\displaystyle n=0,1,2,\ldots }
前8个解（n = 0到7）如右圖。函數{\displaystyle H_{n}}為埃爾米特多項式：
{\displaystyle H_{n}(x)=(-1)^{n}e^{x^{2}}{\frac {d^{n}}{dx^{n}}}e^{-x^{2}}}
注意到不應將之與哈密頓算符搞混，儘管哈密頓算符也標作H。相應的能階為
{\displaystyle E_{n}=\hbar \omega \left(n+{1 \over 2}\right)}。

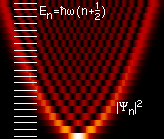
束縛本徵態之機率密度ψ_{n}(x)²，從最底部的基態（n = 0）開始，往上能量逐漸增加。橫軸表示位置x，而較亮的色彩代表較高的機率密度。

值得注意的是能譜，理由有三。首先，能量被「量子化」（quantized），而只能有離散的值——即{\displaystyle \hbar \omega }乘以1/2, 3/2, 5/2……等等。這是許多量子力學系統的特徵。在爾後的「階梯算符」段落，將對此現象做更詳細的檢視。再者，可有的最低能量（當n = 0）不為零，而是{\displaystyle \hbar \omega /2}，被稱為「基態能量」或零點能量。在基態中，根據量子力學，一振子執行所謂的「零振動」（null oscillations）且其平均動能是正值。這樣的現象意義重大但並不那麼顯而易見，因為通常能量的零點並非一個有意義的物理量，因為可以任意選擇；有意義的是能量差。雖然如此，基態能量有許多的意涵，特別是在量子重力。最後一個理由為能階值是等距的，不像波耳模型或盒中粒子問題那樣。
注意到基態的機率密度集中在原點。這表示粒子多數時間處在勢阱的底部，合乎對於一幾乎不帶能量之狀態的預期。當能量增加時，機率密度變成集中在「古典轉向點」（classical turning points），其中狀態能量等同於勢能。這樣的結果與古典諧振子相一致；古典的描述下，粒子多數時間處在（而更有機會被發現在）轉向點，因為在此處粒子速度最慢。因此滿足對應原理。

### 階梯算符方法
前述的冪級數解雖然直觀，但顯得相當繁複。階梯算符方法起自保羅·狄拉克，允許抽像求得能量本徵值，而不用直接解微分方程式。此外，此法很容易推廣到更複雜的問題，尤其是在量子場論中。跟從此方法，定義算符a與其伴隨算符（adjoint）a†：
{\displaystyle {\begin{matrix}a&=&{\sqrt {m\omega  \over 2\hbar }}\left(x+{i \over m\omega }p\right)\\a^{\dagger }&=&{\sqrt {m\omega  \over 2\hbar }}\left(x-{i \over m\omega }p\right)\end{matrix}}}
算符a並非厄米算符（Hermitian），因其與伴隨算符a†並不相同。
算符a與a†有如下性質：
{\displaystyle {\begin{matrix}a\left|\phi _{n}\right\rangle &=&{\sqrt {n}}\left|\phi _{n-1}\right\rangle \\a^{\dagger }\left|\phi _{n}\right\rangle &=&{\sqrt {n+1}}\left|\phi _{n+1}\right\rangle \end{matrix}}}
在推導a†形式的過程中，已用到算符x與p（代表可觀測量）為厄米算符這樣的事實。這些可觀測量算符可以被表示為階梯算符的線性組合：
{\displaystyle {\begin{matrix}x&=&{\sqrt {\hbar  \over 2m\omega }}\left(a^{\dagger }+a\right)\\p&=&i{\sqrt {{\hbar }m\omega  \over 2}}\left(a^{\dagger }-a\right)\end{matrix}}}
x與p算符遵守下面的等式，稱之為正則對易關係：
{\displaystyle \left[x,p\right]=i\hbar }.
方程式中的方括號是常用的標記機器，稱為交換子、交換算符或對易算符，其定義為
{\displaystyle \left[A,B\right]\ {\stackrel {\mathrm {def} }{=}}\ AB-BA}.
利用上面關係，可以證明如下等式：
{\displaystyle H=\hbar \omega \left(a^{\dagger }a+1/2\right)}
{\displaystyle \left[a,a^{\dagger }\right]=1}.
現在，讓{\displaystyle \left|\psi _{E}\right\rangle }代表帶有能量E的能量本徵態。任何右括向量（ket）與自身的內積必須是非負值，因此
{\displaystyle \left(a\left|\psi _{E}\right\rangle ,a\left|\psi _{E}\right\rangle \right)=\left\langle \psi _{E}\right|a^{\dagger }a\left|\psi _{E}\right\rangle \geq 0}。
將a†a以哈密頓算符表示：
{\displaystyle \left\langle \psi _{E}\right|{H \over \hbar \omega }-{1 \over 2}\left|\psi _{E}\right\rangle =\left({E \over \hbar \omega }-{1 \over 2}\right)\geq 0}，
因此{\displaystyle E\geq \hbar \omega /2}。注意到當（{\displaystyle a\left|\psi _{E}\right\rangle }）為零右括向量（亦即：長度為零的右括向量），則不等式飽和而{\displaystyle E=\hbar \omega /2}。很直觀地，可以檢查到存在有一狀態滿足此條件——前面段落所提到的基態（n = 0）。
利用上面等式，可以指出a及a†與H的對易關係：
{\displaystyle {\begin{matrix}\left[H,a\right]&=&-\hbar \omega a\\\left[H,a^{\dagger }\right]&=&\hbar \omega a^{\dagger }\end{matrix}}}.
因此要是（{\displaystyle a\left|\psi _{E}\right\rangle }）並非零右括向量，
{\displaystyle {\begin{matrix}H(a\left|\psi _{E}\right\rangle )&=&(\left[H,a\right]+aH)\left|\psi _{E}\right\rangle \\&=&(-\hbar \omega a+aE)\left|\psi _{E}\right\rangle \\&=&(E-\hbar \omega )(a\left|\psi _{E}\right\rangle )\end{matrix}}}.
類似地，也可以指出
{\displaystyle H(a^{\dagger }\left|\psi _{E}\right\rangle )=(E+\hbar \omega )(a^{\dagger }\left|\psi _{E}\right\rangle )}.
換句話說，a作用在能量為E的本徵態，而產生出——還多了一個常數乘積——另一個能量為 
{\displaystyle E-\hbar \omega }的本徵態，而a†作用在能量為E的本徵態，產生出另一個能量為{\displaystyle E+\hbar \omega }的本徵態。因為這樣，a稱作降算符而a†稱作升算符。兩者合稱階梯算符。在量子場論中，a與a†也分別稱作消滅算符與創生算符，以其分別摧毀與創造粒子——對應於能量量子。
給定任何能量本徵態，可以拿降算符a作用在其上，產生了另一個能量少了{\displaystyle \hbar \omega }的本徵態。重複使用降算符，似乎可以產生能量本徵態其能量低到E = −∞。不過這樣就就與早先的要求{\displaystyle E\geq \hbar \omega /2}相違背。因此，必須有一最底的能量本徵態——基態，標示作{\displaystyle \left|0\right\rangle }（勿與零右括向量混淆），使得
{\displaystyle a\left|0\right\rangle =0}（即a對{\displaystyle \left|0\right\rangle }作用後產生零右括向量（zero ket））。
在這情況下，繼續使用降算符只會產生零右括向量，而不是產生額外的能量本徵態。此外，還指出了
{\displaystyle H\left|0\right\rangle =(\hbar \omega /2)\left|0\right\rangle }。
最後，透過將升算符作用在{\displaystyle \left|0\right\rangle }上，並且乘上適當的歸一化因子，可以產生出一個能量本徵態的無限集合{\displaystyle \left\{\left|0\right\rangle ,\left|1\right\rangle ,\left|2\right\rangle ,...,\left|n\right\rangle ,...\right\}}使得
{\displaystyle H\left|n\right\rangle =\hbar \omega (n+1/2)\left|n\right\rangle }，這與前段所給的能譜相符合。
這方法也能夠用來很快地找到量子諧振子的基態波函數。只要將消滅算符作用於基態，{\displaystyle a\left|0\right\rangle =0}變為
{\displaystyle x\psi _{0}(x)+{\frac {\hslash }{m\omega }}{\frac {d\psi _{0}(x)}{dx}}=0}。
所以，
{\displaystyle {\frac {d\ln \psi _{0}(x)}{dx}}=-{\frac {\hslash }{m\omega }}x+{\text{ Constant}}}。
這個方程式的解為，經過歸一化，
{\displaystyle \psi _{0}(x)=\left({m\omega  \over \pi \hbar }\right)^{1 \over 4}e^{-m\omega x^{2}/2\hbar }}。

### 自然長度與能量尺度
量子諧振子擁有自然長度與自然能量兩個自然尺度，可以用來簡化問題。這可以透過無因次化來得到。結果是如果以{\displaystyle \hbar \omega }為單位來測量能量，以及{\displaystyle \left(\hbar /\left(m\omega \right)\right)^{1/2}}為單位來測量距離，則薛丁格方程式變成：
{\displaystyle H=-{1 \over 2}{d^{2} \over du^{2}}+{1 \over 2}u^{2}}，
且能量本徵態與本徵值變成
{\displaystyle \left\langle x|\psi _{n}\right\rangle ={1 \over {\sqrt {2^{n}n!}}}\pi ^{-1/4}{\hbox{exp}}(-u^{2}/2)H_{n}(u)}
{\displaystyle E_{n}=n+{1 \over 2}}.
為了避免混淆，在此文中不採用這些自然單位。不過，這用法在執行運算上總會因便利性而遲早被使用。

### 案例：雙原子分子
在雙原子分子中，自然頻率可以發現為 （页面存档备份，存于）：
{\displaystyle \omega ={\sqrt {\frac {k}{m_{r}}}}}
其中
{\displaystyle \omega =2\pi f}為角頻率，
k是共價鍵勁度係數
{\displaystyle m_{r}}是約化質量。

## N維諧振子
一維諧振子很容易地推廣到{\displaystyle N}維。在一維中，粒子的位置是由單一座標x來指定的。在{\displaystyle N}維中，這由{\displaystyle N}個位置座標所取代，以{\displaystyle x_{1},\,x_{2},\,\dots ,\,x_{N}}標示。對應每個位置座標有個動量，標示為p1, ..., pN。這些算符之間的正則對易關係為
{\displaystyle {\begin{matrix}\left[x_{i},p_{j}\right]&=&i\hbar \delta _{i,j}\\\left[x_{i},x_{j}\right]&=&0\\\left[p_{i},p_{j}\right]&=&0\end{matrix}}}.
系統的哈密頓算符為
{\displaystyle H=\sum _{i=1}^{N}\left({p_{i}^{2} \over 2m}+{1 \over 2}m\omega ^{2}x_{i}^{2}\right)}。
從這個哈密頓量的形式，可以發覺，{\displaystyle N}維諧振子明確地可比擬為{\displaystyle N}個質量相同，彈性常數相同，獨立的一維諧振子。在這案例裏，變數{\displaystyle x_{1},\,x_{2},\,\dots ,\,x_{N}}是{\displaystyle N}個粒子的位置坐標。這是反平方連心位勢的一個優良的特性，允許位勢被分離為{\displaystyle N}個項目，每一個項目只跟一個位置坐標有關。
這觀察使得問題的解答變的相當簡單。對於一個集合的量子數{\displaystyle \{n\}}，一個{\displaystyle N}維諧振子的能量本徵函數{\displaystyle \langle \mathbf {x} |\psi _{\{n\}}\rangle }等於{\displaystyle N}個一維本徵函數{\displaystyle \langle x_{i}|\psi _{n_{i}}\rangle }的乘積：
{\displaystyle \langle \mathbf {x} |\psi _{\{n\}}\rangle =\prod _{i=1}^{N}\langle x_{i}|\psi _{n_{i}}\rangle }。
採用階梯算符方法，定義{\displaystyle N}組階梯算符，
{\displaystyle a_{i}={\sqrt {m\omega  \over 2\hbar }}\left(x_{i}+{i \over m\omega }p_{i}\right)}，
{\displaystyle a_{i}^{\dagger }={\sqrt {m\omega  \over 2\hbar }}\left(x_{i}-{i \over m\omega }p_{i}\right)}。
類似前面所述的一維諧振子案例，可以證明每一個{\displaystyle a_{i}}與{\displaystyle a_{i}^{\dagger }}算符將能量分別降低或升高{\displaystyle \hbar \omega }。哈密頓量是
{\displaystyle H=\hbar \omega \,\sum _{i=1}^{N}\left(a_{i}^{\dagger }\,a_{i}+{\frac {1}{2}}\right)}。
這量子系統的能階{\displaystyle E}是
{\displaystyle E=\hbar \omega \left[(n_{1}+\cdots +n_{N})+{N \over 2}\right]}；
其中，正整數{\displaystyle n_{i}}是{\displaystyle |\psi _{n_{i}}\rangle }的量子數。
如同一維案例，能量是量子化的。{\displaystyle N}維基態能階是一維基態能階的{\displaystyle N}倍。只有一點不同，在一維案例裏，每一個能階對應於一個單獨的量子態。在{\displaystyle N}維案例裏，除了底態能階以外，每一個能階都是簡併的，都對應於多個量子態。
簡併度可以很容易地計算出來。例如，思考三維案例，設定{\displaystyle n=n_{1}+n_{2}+n_{3}}。每一個{\displaystyle n}相同的量子態，都會擁有相同的能量。給予{\displaystyle n}，首先選擇一個{\displaystyle n_{1}}。那麼，{\displaystyle n_{2}+n_{3}=n-n_{1}}，有{\displaystyle n-n_{1}+1}個值，從{\displaystyle 0}到{\displaystyle n-n_{1}}，可以選擇為{\displaystyle n_{2}}的值。{\displaystyle n_{3}}的值自動的設定為{\displaystyle n-n_{1}-n_{2}}。因此，簡併度是
{\displaystyle d_{n}=\sum _{n_{1}=0}^{n}n-n_{1}+1={\frac {(n+1)(n+2)}{2}}}。
對於{\displaystyle N}維案例，
{\displaystyle d_{n}={\binom {N+n-1}{n}}}。

### 案例：三維均向諧振子
參閱三維均向諧振子
球對稱的三維均向諧振子可以用分離變數法來求解。這方法類似於氫原子問題裏的方法，只有球對稱位勢不一樣：
{\displaystyle V(r)={1 \over 2}\mu \omega ^{2}r^{2}}；
其中，{\displaystyle \mu }是這問題的質量。由於{\displaystyle m}會被用來標記磁量子數，所以，用{\displaystyle \mu }來標記質量。
這問題的薛丁格方程式為
{\displaystyle -{\frac {\hbar ^{2}}{2\mu }}\nabla ^{2}\psi +{1 \over 2}\mu \omega ^{2}r^{2}\psi =E\psi }。
薛丁格方程式的全部解答寫為
{\displaystyle \psi _{klm}(r,\theta ,\phi )=N_{kl}r^{l}e^{-\nu r^{2}}{L_{k}}^{(l+{1 \over 2})}(2\nu r^{2})Y_{lm}(\theta ,\phi )}；
其中，
{\displaystyle N_{kl}={\sqrt {{\sqrt {\frac {2\nu ^{3}}{\pi }}}{\frac {2^{k+2l+3}\;k!\;\nu ^{l}}{(2k+2l+1)!!}}}}}是歸一常數，
{\displaystyle \nu \equiv {\mu \omega  \over 2\hbar }}
{\displaystyle {L_{k}}^{(l+{1 \over 2})}(2\nu r^{2})}是{\displaystyle k}階广义拉盖尔多项式 (generalized Laguerre polynomials)，{\displaystyle k}是個正整數，
{\displaystyle Y_{lm}(\theta ,\phi )\,}是球諧函數，
{\displaystyle \hbar }是約化普朗克常數。
能量本徵值是
{\displaystyle E=\hbar \omega (2k+l+{3 \over 2})}。
能量通常可以用一個量子數{\displaystyle n}來描述：
{\displaystyle n\equiv 2k+l}。
由於{\displaystyle k}是個正整數，假若{\displaystyle n}是偶數，那麼，角量子數也是偶數：
{\displaystyle l=0,\,2,\,\dots ,\,n-2,\,n}；
假若{\displaystyle n}是奇數，那麼，角量子數也是奇數：
{\displaystyle l=1,\,3,\,\dots ,\,n-2,\,n}。
磁量子數{\displaystyle m}滿足不等式
{\displaystyle -l\leq m\leq l}。
對於每一個{\displaystyle n}與{\displaystyle l}，存在{\displaystyle 2l+1}個不同的量子態。每一個量子態都有不同的磁量子數{\displaystyle m}。因此，{\displaystyle n}的兼併度是
{\displaystyle \sum _{l=i,\,i+2,\,\ldots ,\,n-2,\,n}(2l+1)={(n+1)(n+2) \over 2}}；
其中，總和的指數{\displaystyle l}的初始值是{\displaystyle i=n\ mod\ 2}。
這結果與先前的方程式相同。

## 耦合諧振子

兩個質點的耦合諧振子

設想{\displaystyle N}個相同質量的質點，以彈簧連結為一條一維的線形鏈條。標記每一個質點的離開其平衡點的位置為{\displaystyle x_{1},\,x_{2},\,\dots ,\,x_{N}}（也就是說，假若一個質點{\displaystyle k}位於其平衡點，則{\displaystyle x_{k}=0}）。整個系統的哈密頓量是
{\displaystyle H=\sum _{i=1}^{N}{p_{i}^{2} \over 2m}+{1 \over 2}m\omega ^{2}\sum _{1\leq i\leq N}(x_{i}-x_{i-1})^{2}}；
其中，{\displaystyle x_{0}=0}。
這個問題可以用坐標變換來變換成一組獨立的諧振子，每一個獨立的諧振子對應於一個獨特的晶格集體波震動。這些波震動表現出類似粒子般的性質，稱為聲子。許多固體的離子晶格都會產生聲子。在固態物理學裏，這方面的理論對於許多現象的研究與了解是非常重要的。

## 參閱
- 自由粒子
- 無限深方形阱
- 有限深方形阱
- 有限位勢壘
- 球對稱位勢
- Delta位勢壘
- 真空災變
- 盎魯效應

## 外部連結
- 國立交通大學物理系視聽教學：量子諧振子[永久]
- 喬治亞州州立大學（Georgia State University）線上物理網頁：量子諧振子 （页面存档备份，存于）